# 赫梅利夫 (拉希夫區)
47°55′5″N 24°7′22″E / 47.91806°N 24.12278°E
赫梅利夫（烏克蘭語：Хмелів），是烏克蘭的村落，位於該國西部外喀爾巴阡州，由拉希夫區負責管轄，始建於1947年，面積1平方公里，海拔高度349米，2001年人口429，人口密度每平方公里429人。